# Hirschmann Automotive
Die Hirschmann Automotive GmbH ist ein international tätiger Automobilzulieferer mit Hauptsitz in Rankweil (Vorarlberg, Österreich). Das Unternehmen produziert und entwickelt Steckverbindungen, Kontaktierungs- und Sensorsysteme, Spezialkabel-Lösungen sowie Kunststoff-Umspritzungen von diversen Kfz-Bauteilen.
Seit über 60 Jahren ist Hirschmann Automotive Entwicklungs- und Produktionspartner für elektromechanische Baugruppen und Komponenten – und treibt heute den Fortschritt in der Automobilindustrie voran.

## Geschichte

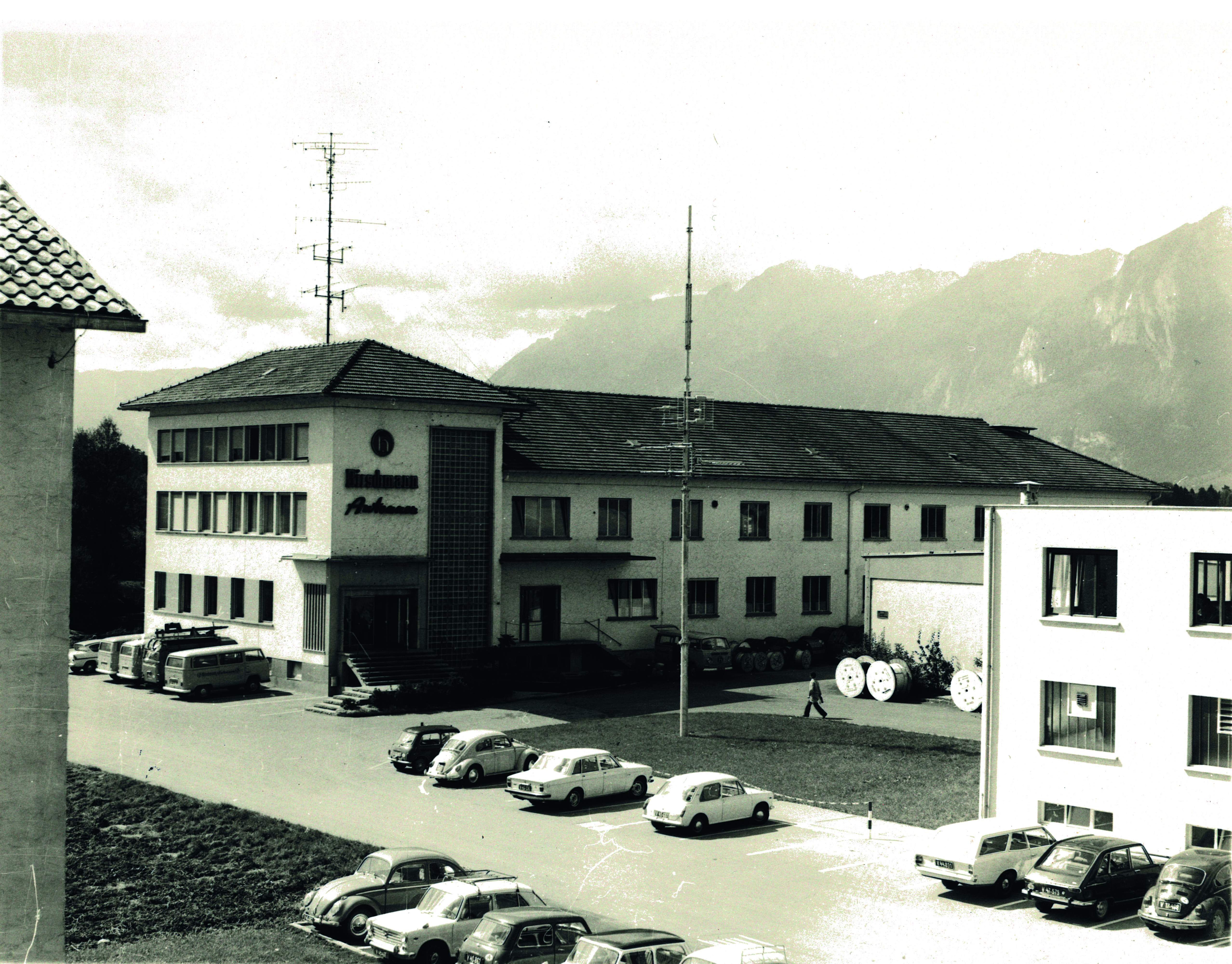
Gebäude in den 1970er Jahren

Im Jahr 1959 wurde das Unternehmen als Richard Hirschmann GesmbH in Rankweil gegründet. Damals konzentrierte man sich auf die Entwicklung und Produktion nachrichtentechnischer Geräte wie Sender, Empfänger und Antennen. 1980 stieg das Unternehmen in die Steckverbindungstechnik ein und es wurde mit der Entwicklung von Leitungen für Lautsprechersysteme für die Automobilindustrie gestartet. Acht Jahre später wurden bereits Kabelsätze für den Motorbereich (E-Gas, Leerlaufregelung) produziert.
1991 wurde durch einen Neubau des Standortes Rankweil die Produktionskapazität sowie das Produktportfolio erweitert. Zwei Jahre später folgte ein Joint-Venture mit dem Unternehmen Trend-V in Tschechien. 1997 wurde Hirschmann durch die Rheinmetall AG übernommen und etablierte sich als Entwicklungslieferant für Motorkontaktierungen.
Im Jahr 2001 erfolgte der Einstieg in das Produktfeld Sensorik. Ein Jahr später übernahm man Trend-V und gründete die Firma Hirschmann Czech. Im Jahr 2003 startete die Produktion von Mikrogasgeneratoren und Hirschmann wurde durch die F&R Industriebeteiligungen GmbH (damals: F&R Industrie Invest GmbH) übernommen (Franz und Roman Rauch; Rauch Fruchtsäfte) und bekam seinen heutigen Namen Hirschmann Automotive GmbH.

## Standorte

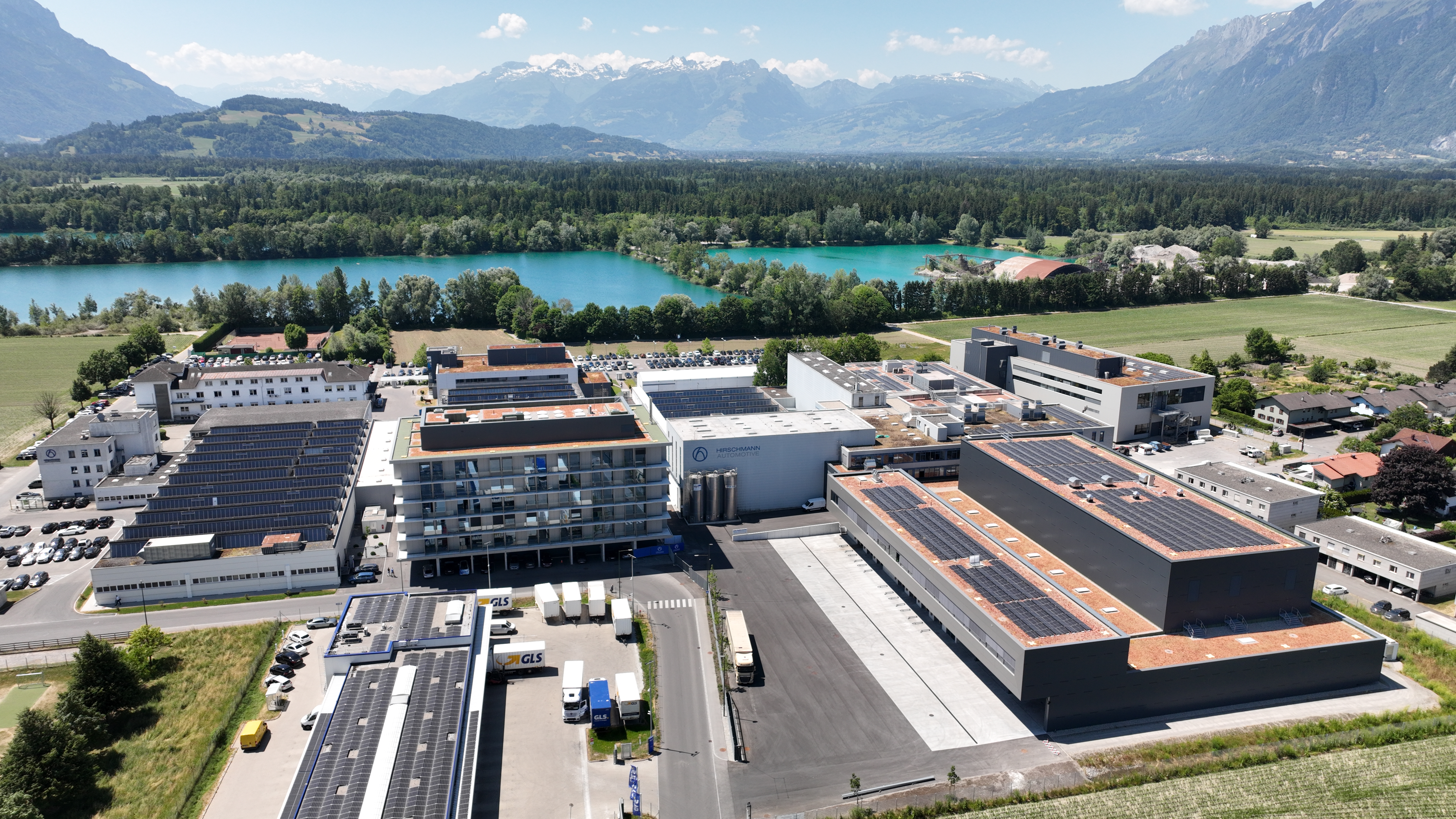
Hirschmann Automotive Standort in Vorarlberg, Österreich

Die Hirschmann Automotive GmbH betreibt heute (Stand 2025) acht Produktionsstandorte und vier Vertriebsbüros in zehn Ländern. Der Hauptsitz befindet sich in Rankweil (Österreich).
Außerhalb Österreichs sind die Produktionswerke in Freyung (Deutschland), Kenitra (Marokko), Oujda (Marokko), San Miguel (Mexiko), Târgu Mureș (Rumänien), Vsetín (Tschechien) sowie in Nantong (VR China) angesiedelt. Des Weiteren gibt es vier Vertriebsbüros in München (Deutschland), Böblingen (Deutschland), Detroit (USA) und Korea.